# 9640 Lippens
9640 Lippens è un asteroide della fascia principale. Scoperto nel 1994, presenta un'orbita caratterizzata da un semiasse maggiore pari a 2,4279577 au e da un'eccentricità di 0,1564650, inclinata di 2,82939° rispetto all'eclittica.
L'asteroide è dedicato allo scienziato belga Carlos Lippens.